# Шеје
Шеје (фр. Cheillé) насеље је и општина у централној Француској у региону Центар (регион), у департману Ендр и Лоара која припада префектури Шенон.
По подацима из 2011. године у општини је живело 1694 становника, а густина насељености је износила 36,62 становника/km². Општина се простире на површини од 46,26 km². Налази се на средњој надморској висини од метара (максималној 120 m, а минималној 37 m).

## Демографија
| 1962. | 1968. | 1975. | 1982. | 1990. | 1999. | 2011. |
| ----- | ----- | ----- | ----- | ----- | ----- | ----- |
| 460   | 428   | 421   | 402   | 458   | 496   | 1.694 |

График промене броја становника у току последњих година